# Won Hye-kyung
Won Hye-kyung, née le 14 octobre 1979 à Séoul, est une patineuse de vitesse sur piste courte sud-coréenne.
Elle a remporté le titre olympique dans l'épreuve du relais à deux reprises en 1994 et en 1998. Dans ces mêmes Jeux de 1998 elle a remporté la médaille de bronze sur 1 000 m.

## Palmarès

### Jeux olympiques
- Championne olympique en relais sur 3 000 m aux Jeux olympiques d'hiver de 1994 à Lillehammer ( Norvège)
- Championne olympique en relais sur 3 000 m aux Jeux olympiques d'hiver de 1998 à Nagano ( Japon)
- Médaille de bronze olympique sur 1 000 m aux Jeux olympiques d'hiver de 1998 à Nagano ( Japon)

### Championnats du monde
- Vice-championne du monde par équipe lors des championnats du monde de 1994 à Cambridge ( Angleterre)
- Médaillé de bronze mondial du relais 3000m lors des championnats du monde de 1994 à Guildford ( Angleterre)
- Championne du monde par équipe lors des championnats du monde de 1995 à Zoetermeer ( Pays-Bas)
- Vice-championne du monde du relais 3000m lors des championnats du monde de 1995 à Gjøvik ( Norvège)
- Championne du monde par équipe lors des championnats du monde de 1996 à Lake Placid ( États-Unis)
- Vice-championne du monde au classement général lors des championnats du monde de 1996 à La Haye ( Pays-Bas)
- Championne du monde sur 3000m lors des championnats du monde de 1996 à La Haye ( Pays-Bas)
- Vice-championne du monde sur 1500m lors des championnats du monde de 1996 à La Haye ( Pays-Bas)
- Championne du monde par équipe lors des championnats du monde de 1997 à Séoul ( Corée du Sud)
- Médaillé de bronze mondial au classement général lors des championnats du monde de 1997 à Nagano ( Japon)
- Vice-championne du monde sur 1000m lors des championnats du monde de 1997 à Nagano ( Japon)
- Vice-championne du monde sur 1500m lors des championnats du monde de 1997 à Nagano ( Japon)
- Vice-championne du monde sur 3000m lors des championnats du monde de 1997 à Nagano ( Japon)
- Vice-championne du monde du relais 3000m lors des championnats du monde de 1997 à Nagano ( Japon)
- Vice-championne du monde du relais 3000m lors des championnats du monde de 1998 à Vienne ( Autriche)
- Vice-championne du monde par équipe lors des championnats du monde de 1998 à Bormio ( Italie)